# Eucelatoria rubentis
Eucelatoria rubentis là một loài ruồi trong họ Tachinidae.